# Johann Christian Wiegleb
Johann Christian Wiegleb (21 de diciembre de 1732 - 16 de enero de 1800) fue un notable farmacéutico alemán y uno de los primeros innovadores de la química como ciencia.

## Vida
Wiegleb, hijo de un abogado, estudió en Langensalza. De 1748 a 1754 trabajó como aprendiz de boticario en Dresde. Posteriormente, de 1754 a 1755, trabajó como ayudante en una botica en Quedlinburg. En 1759, estableció su propia botica en su ciudad natal de Langensalza. Dirigió esa botica hasta 1796. Además, fue senador y más tarde tesorero de Langensalza.

## Obra
Wiegleb fue un influyente científico del Siglo de las Luces. Poseía amplios conocimientos de historia, filosofía y diferentes idiomas. Fue autor, editor y traductor de numerosas obras en el campo de la química. Sus numerosos estudios sobre la naturaleza química de los minerales solían publicarse en la revista Chemische Annalen de Lorenz von Crell. Su obra sobre química general fue traducida al inglés y publicada como "A general system of chemistry : theoretical and practical. Digested and arranged, with a particular view to its application to the arts. Tomada principalmente del alemán de M. Wiegleb""" (por C.R. Hopson, M.D. 1789). Wiegleb fue miembro de la Academia Kurmainzische de ciencias útiles y de la Leopoldina.  
En 1779 fundó en Langensalza una institución privada para la formación de boticarios. Esa institución químico-farmacéutica fue la primera de su clase en Alemania. Preparó el camino para la formación académica de los boticarios. Wiegleb fue maestro de Sigismund Friedrich Hermbstädt y Johann Friedrich August Göttling. Estos fundaron también institutos químico-farmacéuticos siguiendo el modelo de Wiegleb.
El nombre de Wiegleb se asocia al descubrimiento del ácido oxálico en 1779. Resultó que era idéntico al ácido de azúcar, descubierto por Carl Wilhelm Scheele en 1784. Wiegleb analizó los minerales, la formación de salitre en las paredes y la formación de ácido silícico a partir de la reacción del ácido fluorhídrico y el vidrio. Realizó estudios sobre las sales alcalinas en las plantas, sobre la combustión de la creta y argumentó en contra de la posibilidad de la transmutación de los elementos. En particular, en contra de la transformación de los metales en oro mediante métodos alquímicos. Al final de su vida, se convirtió en seguidor de la teoría del flogisto.

## Honores
1776 Ingreso en la Academia Leopoldina

## Publicaciones
- Chemische Versuche über die alkalischen Salze. Berlín 1774. edición digital de la Biblioteca de la Universidad y el Estado de Sachsen-Anhalt, Halle (Saale).
- Neuer Begriff von der Gährung. Weimar 1776.
- Historisch-kritische Untersuchung der Alchemie oder der eingebildeten Goldmacherkunst, von ihrem Ursprunge sowohl als Fortgange, und was nun von ihr zu halten sey. Weimar 1777. edición digital de la Biblioteca de la Universidad y el Estado de Dresde].
- Onomatologia curiosa, artificiosa et magica, oder natürliches Zauber-Lexicon, in welchem vieles Nützliche und Angenehme aus der Naturgeschichte, Naturlehre und natürlichen Magie nach alphabetischer Ordnung vorgetragen worden. - 3. Aufl./ verbessert u. mit vielen neuen Zusätzen vermehret von Johann Christian Wiegleb. Rasp, Nürnberg 1784 edición digital.
- Handbuch der allgemeinen Chemie. - 2., neuberichtigte Aufl. Nicolai, Berlín 1786. edición digital de la Biblioteca de la Universidad y el Estado de Düsseldorf]].
  - Volumen 1
  - Volumen 2
- Revision der Grundlehren von der chemischen Verwandtschaft der Körper. Crell´s Annalen 1785.
- Lehrbegriff vom Phlogiston. Crell´s Annalen 1785.
- ‘‘Geschichte des Wachsthums und der Erfindungen in der Chemie in der neueren Zeit. Berlín 1790. edición digital de la Biblioteca de la Universidad y el Estado de Baviera.
- Deutsches Apothekerbuch: nach neuern und richtigern Kenntnissen in der Pharmakologie und Pharmacie bearbeitet Band 2. Ettinger, Gotha 1793. edición digital de la Biblioteca de la Universidad y el Estado de Dusseldorf.
  - Volumen 1
  - Volumen 2
- Deutsches Apothekerbuch: nach neuern und richtigern Kenntnissen in der Pharmakologie und Pharmacie. 2 Bände, Ettinger, Gotha 1797. edición digital de la Biblioteca de la Universidad y el Estado de Düsseldorf.
  - Volumen 1
  - Volumen 2
- Remedia sympathetica: das ist Sammlung der bewährtesten und sympathetischen, antipathetischen und spagyrischen Mittel und Zauberkräfte bey Krankheiten der Menschen und Thiere, gegen Behexen und das Anthun böser Leute, gegen allerhand Laster, als Trunk und Spiel, für die gegenseitige Zärtlichkeit zwischen Eheleuten, verschiedene Jägerkünste, wider schädliche Thiere, Verwahrungsmittel wider Hieb und Stich u.s.w. Baltimore u.a., ca. 1840. edición digital de la Biblioteca de la Universidad y el Estado de Düsseldorf.